# Oskars Ķibermanis
Oskars Ķibermanis, né le 4 avril 1993 à Valmiera, est un bobeur letton. Il est actif au niveau mondial depuis 2011.

## Palmarès

### Championnats monde
- : médaillé d'argent en bob à 4 aux championnats monde de 2019.
- : médaillé de bronze en bob à 2 aux championnats monde de 2020.

### Coupe du monde
- 34 podiums  : 
  - en bob à 2 : 2 victoires, 9 deuxièmes places et 9 troisièmes places.
  - en bob à 4 : 2 victoires, 8 deuxièmes places et 4 troisièmes places.

#### Détails des victoires en Coupe du monde
| Édition   | Bob à 2    | Bob à 4      |
| 2016-2017 |            | Saint-Moritz |
| 2019-2020 | Sigulda x2 |              |
| 2021-2022 |            | Saint-Moritz |

## Liens et références
- Ressources relatives au sport :   - CIO
  - Comité olympique letton
  - Fédération internationale de bobsleigh et de tobogganing
  - Fédération lettonne d'athlétisme
  - LesSports
  - Munzinger
  - Olympedia
  - World Athletics
- Notices d'autorité :   - VIAF
  - Lettonie